# Coptorhina nitefacta
Coptorhina nitefacta är en skalbaggsart som beskrevs av Gillet 1932. Coptorhina nitefacta ingår i släktet Coptorhina och familjen bladhorningar. Inga underarter finns listade i Catalogue of Life.